# Hudson, Wisconsin
Hudson là một thành phố thuộc quận St. Croix, tiểu bang Wisconsin, Hoa Kỳ. Năm 2000, dân số của thành phố này là 8775 người.